# Akhet la prairie
Akhet la prairie est une déesse de la mythologie égyptienne qui favorise la croissance de tout type de végétation ; quand elle personnifie la prairie, elle est représentée sous forme de vache (comme dans le tombeau de Pétosiris), ce qui indique son caractère maternel. Elle est vénérée depuis l'Ancien Empire. Elle peut aussi être représentée sous forme de serpent.